# Deutsche Sprintmeisterschaften 2016
Die 20. Deutschen Sprintmeisterschaften im Rudern wurden vom 7. bis zum 9. Oktober 2016, zusammen mit den Deutschen Großbootmeisterschaften, auf dem Elfrather See in Krefeld-Uerdingen ausgetragen und vom Regattaverein Niederrhein ausgerichtet.
Wie im Vorjahr wurden in insgesamt elf Bootsklassen Medaillen vergeben, davon sechs bei den Männern, vier bei den Frauen und eine in der Mixed-Klasse. Die Rennen wurden über eine Distanz von 350 Metern ausgetragen.

## Medaillengewinner

### Männer
| Bootsklasse            | Gold | Silber | Bronze |
| ---------------------- | --- | --- | --- |
| Einer                  | Timo Piontek (Koblenzer RC Rhenania) | Marc Weber (Gießener RC Hassia) | Emil Schmidberger (Stuttgarter RG von 1899) |
| Doppelzweier           | RC Witten von 1892 Jacob Raillon Lukas Föbinger | Stuttgarter RG von 1899 Michael Sauer Maximilian Hess | Dresdner RC 1902 Franz Dieringer Bent Burgdorf |
| Zweier ohne Steuermann | RTHC Bayer Leverkusen Toni Seifert Felix Drahotta | RV Berlin von 1878 Bodo Schacher Tobias Oppermann | Gießener RG 1877 Alexander Wenzel Daniel Thiem |
| Doppelvierer           | RV Rauxel 1922 Nicolai Müller-Roden Michel Palisaar Lukas Denneborg Malte Jakschik                                                                   | Gießener RG 1877 Christopher Nübel Ulrich Köhler Michael Wieler Johannes Birkhan                                                                                 | Stuttgarter RG von 1899 Mathias Mages Moritz Korthals Michael Sauer Maximilian Hess                                                                      |
| Vierer mit Steuermann  | RTHC Bayer Leverkusen Toni Seifert Felix Drahotta Stephan Volkert Felix Krane Philipp Kappek (Stm.)                                                  | Crefelder RC 1883 Jakob Gebel Lukas Geller Jacob Schulte-Bockholt Marc Leske Denise Krins (Stf.)                                                                 | RC Hansa Dortmund Georg Tully Maximilian Johanning Johannes Dirk Rentz Karl Tully Amel Braun (Stf.)                                                      |
| Achter                 | Crefelder RC 1883 Moritz Koch Matthias Keulen Andreas Baloghy Dirk Marterer Larus Melka Michael Naß Moritz te Neues Lars Henning Denise Krins (Stf.) | Gießener RG 1877 Ulrich Köhler Fabian Kröber Patrick Quoika Alexander Wenzel Michel Zörb Michael Wieler Christopher Nübel Johannes Birkhan Marina Warncke (Stf.) | Frankfurter RG Germania Moritz Bock Markus Brich Nico Merget Ivan Saric Jonas Kilthau Clemens Barth Yannick Burg Alexander Usen Max Schwartzkopff (Stm.) |

### Frauen
| Bootsklasse  | Gold | Silber | Bronze |
| ------------ | --- | --- | --- |
| Einer        | Leonie Neuhaus (Essen-Werdener RC von 1896) | Kathleen Kirchhoff (Stuttgart-Cannstatter RC von 1910) | Kaya Doreen Treder (RV Weser Hameln) |
| Doppelzweier | RV Waltrop von 1928 Franziska Steinweg Franziska Kampmann | Neusser RV Alina Stammen Vera Spanke | Limburger CfW Lea Nassal Sophia Krause |
| Doppelvierer | ETuF Essen Mareike Adams Carolin Roose Janina Hanßen Charlotte Hentrich                                                                                            | Neusser RV Miriam Stammen Alina Stammen Alexandra Höffgen Vera Spanke | Ludwigshafener RV von 1878 Janina Baal Marie-Christine Gerhardt Sandra Schnitzer Evelyn Siegert                                                                     |
| Achter       | Hanauer RC Hassia Tina Christmann Allegra Gärtner Isabel Taeuber Wiebke Hanack Maximiliane Horz Svenja Schomburg Claudia Henrich Annika Jacobs Felix Becker (Stm.) | Crefelder RC 1883 Sara Davids Sophie Baloghy Katrin Fliegenschmidt Franziska Horbach Johanna te Neues Marisa Staelberg Henriette te Neues Theresa Lomertin Philipp Grunenberg (Stm.) | RV Waltrop von 1928 Tabea Menzel Lara Wehlend Lara Erdtmann Maike Ehmer Sophia Wüllner Franziska Kampmann Franziska Steinweg Theresa Kampmann Neele Erdtmann (Stf.) |

### Mixed
| Bootsklasse  | Gold                                                                          | Silber                                                                               | Bronze                                                                             |
| ------------ | ----------------------------------------------------------------------------- | ------------------------------------------------------------------------------------ | ---------------------------------------------------------------------------------- |
| Doppelvierer | TV 1877 Essen-Kupferdreh Jannik Heil Nicole Gräf Laura Kampmann Dominik Drüke | Crefelder RC 1883 Johanna te Neues Laurits Follert Jonathan Rommelmann Lisa Schmidla | Stuttgarter RG von 1899 Anke Schläger Svenja Leemhuis Mathias Mages Florian Roller |